# Limsvampar
Limsvampar (Bulgaria) är ett släkte av svampar. Enligt Catalogue of Life ingår Limsvampar i familjen Bulgariaceae, ordningen Leotiales, klassen Leotiomycetes, divisionen sporsäcksvampar och riket svampar, men enligt Dyntaxa är tillhörigheten istället familjen Bulgariaceae, ordningen disksvampar, klassen Leotiomycetes, divisionen sporsäcksvampar och riket svampar.
|          | Holwaya                              |
|          |                                      |
| Bulgaria | \| \| Bulgaria inquinans \| \| \| \| |
|          | \| \| Bulgaria inquinans \| \| \| \| |
|          | Potebniamyces                        |
|          |                                      |
|          | Phacidiopycnis                       |
|          |                                      |
|          | Bulgaria inquinans                   |
|          |                                      |

|  | Bulgaria inquinans |
|  |                    |